# アレックス・ハナム
アレックス・ハナム (Alex Hannum, 1923年7月19日 - 2002年1月18日) はアメリカ合衆国の元バスケットボール選手、指導者。ロサンゼルス出身。アメリカ男子プロバスケットボールリーグのNBA、ABA双方で優勝、最優秀コーチ賞を受賞した初のヘッドコーチであり、両リーグで計3度の優勝を果たした名コーチだった。また1950年代から60年代に掛けて無敵を誇ったボストン・セルティックスを2度も破ったコーチとしても知られる。1998年にはコーチとして殿堂入りしている。

## 選手キャリア
選手としてのアレックス・ハナムことアレクサンダー・マレー・ハナムは、西カリフォルニア大学卒業後、1948年のBAAドラフトでインディアナ・ジェッツから指名を受けるが、彼の入団を待たずしてジェッツは解散してしまったため、ハナムのルーキーイヤーは1949年から始まり、シラキュース・ナショナルズ、ボルティモア・ブレッツ、ロチェスター・ロイヤルズ、ミルウォーキー／セントルイス・ホークス、フォートウェイン・ピストンズを渡り歩き、1956-57シーズンを最後に現役から引退した。NBA通算成績は8シーズン516試合の出場で、3,078得点2,013リバウンド、平均6.0リバウンド4.5リバウンドの成績だった。

## コーチキャリア
ハナムは現役として最後のシーズンだった1956-57シーズンからセントルイス・ホークスの選手兼ヘッドコーチとなり、2年目の1957-58シーズンには当時黄金時代を迎えつつあったボストン・セルティックスを破って優勝を果たした。
その後ハナムはシラキュース・ナショナルズ（後のフィラデルフィア・76ers）、サンフランシスコ・ウォリアーズのヘッドコーチを経て、1966年には再び76ersのヘッドコーチに就いた。76ersではセルティックスを再び破って76ersに悲願の優勝をもたらすとともに、異なるチームで優勝に導いた史上初のヘッドコーチとなった。
1968年からはNBAのライバルリーグ、ABAのオークランド・オークスで采配を振る。ハナムのヘッドコーチ就任前年のオークスは22勝56敗の成績だったが、ハナムが指揮して1年目の1968-69シーズンには60勝18敗を記録する大躍進を遂げ、さらに優勝に導いている。
オークスでの指揮は1シーズンのみで、翌シーズンからは再びNBAに戻り、サンディエゴ・ロケッツで2シーズン指揮した。1971年からはABA、デンバー・ロケッツのヘッドコーチ兼ゼネラルマネージャー兼チームプレジデントに就任。1974年まで同職を務めた後、彼のコーチキャリアを終えた。
コーチ通算成績は1213試合、649勝564敗、勝率.533。16シーズンのキャリアで勝ち越したシーズンは9シーズン、プレーオフ出場は11シーズンだった。1964年には当時不振に陥っていたウォリアーズの再興に成功し、最優秀コーチ賞を受賞。オークスを大躍進に導いた1969年にはABAの最優秀コーチ賞を受賞した。

### チェンバレンとの関係
ハナムのコーチキャリアの中で最も大きな仕事はフィラデルフィア・76ersを優勝に導いたことである。これは伝説的な八連覇時代として知られる王者セルティックスを破っての優勝であり、76ersにとってもリーグにとっても非常に価値のある優勝だった。当時の76ersの中心選手、ウィルト・チェンバレンは過去に何度もセルティックスの前に優勝の夢を打ち砕かれてきた経緯があり、チェンバレンにとっても念願の優勝となった。そのチェンバレンとハナムの関係は、サンフランシスコ・ウォリアーズ時代まで遡る。
ハナムはチェンバレンがエースを担うサンフランシスコ・ウォリアーズのヘッドコーチに、1963年に就任した。ハナムは当時からチームの得点がチェンバレンに集中し過ぎていることを問題視しており、チェンバレンにシュート機会をチーム全体に分散させること、もっとディフェンスに力を入れることを要求した。ハナムのこの方針にチェンバレンは不満を持ち、険悪な関係となった2人は激しい口論になることも珍しくなかったが、サンフランシスコに本拠地を移転して以来不振に陥っていたウォリアーズは、ハナムの就任1年目に48勝32敗の好成績を記録し、プレーオフではファイナルまで進出した。しかしファイナルではまたしてもセルティックスの前に敗れる結果となった。翌シーズンのウォリアーズは酷い不振に陥り、チェンバレンはこのシーズン中に76ersに移籍し、ハナムもその次のシーズンを最後にウォリアーズのヘッドコーチを退くことになった。
そしてハナムは76ersのヘッドコーチに就任した。チェンバレンと76ersはその前のシーズンでもプレーオフでセルティックスの前に敗れており、チェンバレンはハナムの方針を受け入れることにした。チェンバレンはNBA入りして以来最低となる平均24.1得点に終わったが、チェンバレンに集中していたシュート回数がハル・グリアら他のチームメイトらに分散されたことで逆に76ersのオフェンス力は大きく向上した。新生76ersはリーグを席巻し、当時のNBA記録である68勝13敗を記録。ハナムの方針が正しかったことが証明された。
プレーオフでは地区決勝でついに、この8年間どのチームもなし得なかった打倒セルティックスをやってのけ、ファイナルに進出。ファイナルの相手は皮肉にもウォリアーズだったが、76ersはウォリアーズを破って優勝を果たした。初めて優勝の味を知ったチェンバレンは以後急速に得点への拘りを捨てるようになり、レイカーズに移籍し、ハナムの指揮下を離れた後も、ディフェンスとリバウンドに専念するようになった。

## 業績・その他
- 彼が指導した選手にはボブ・ペティット、リック・バリー、ウィルト・チェンバレン、クリフ・ヘイガン、エド・マコーレー、スレーター・マーティン、ドルフ・シェイズ、ネイト・サーモンド、ビリー・カニンガム、ハル・グリア、エルヴィン・ヘイズ、カルヴィン・マーフィーと、計12人の殿堂入り選手が含まれている。
- ハナムは2002年1月18日にサンディエゴで亡くなった。78歳だった。
- 受賞歴
  - NBA最優秀コーチ賞　1964年
  - ABA最優秀コーチ賞　1969年
  - バスケットボール殿堂